# Amishok
Az amishok (amisok, ámisok) (pennsylvaniai németül: Amisch; németül: Amische; angolul: Amish – IPA: [ˈɑmɪʃ]) anabaptista keresztény közösség, amelynek gyökerei a 16. századi európai radikális reformációhoz vezetnek. 
Egyedülálló életstílusuk Észak-Amerika egyik legérdekesebb és legszínesebb vallási szubkultúrájává teszi őket. Egyszerű életmódjukról és öltözködésükről, a keresztény pacifizmusukról ismertek, valamint a modern technológia számos kényelmének elutasításáról. Nagy részük nem használja a modern eszközöket, mint például az elektromos árammal működő szerkezeteket vagy az autót.
A svájci német és német származású  2022-ben mintegy 370 ezer fős  konzervatív keresztény közösség tagjai túlnyomórészt az Amerikai Egyesült Államokban élnek, a legtöbben Pennsylvania, Ohio és Indiana államban. Kanadában kis számú, mintegy 6000 amish él, továbbá csekély számú szórványban Dél-Amerikában is megtalálhatók.

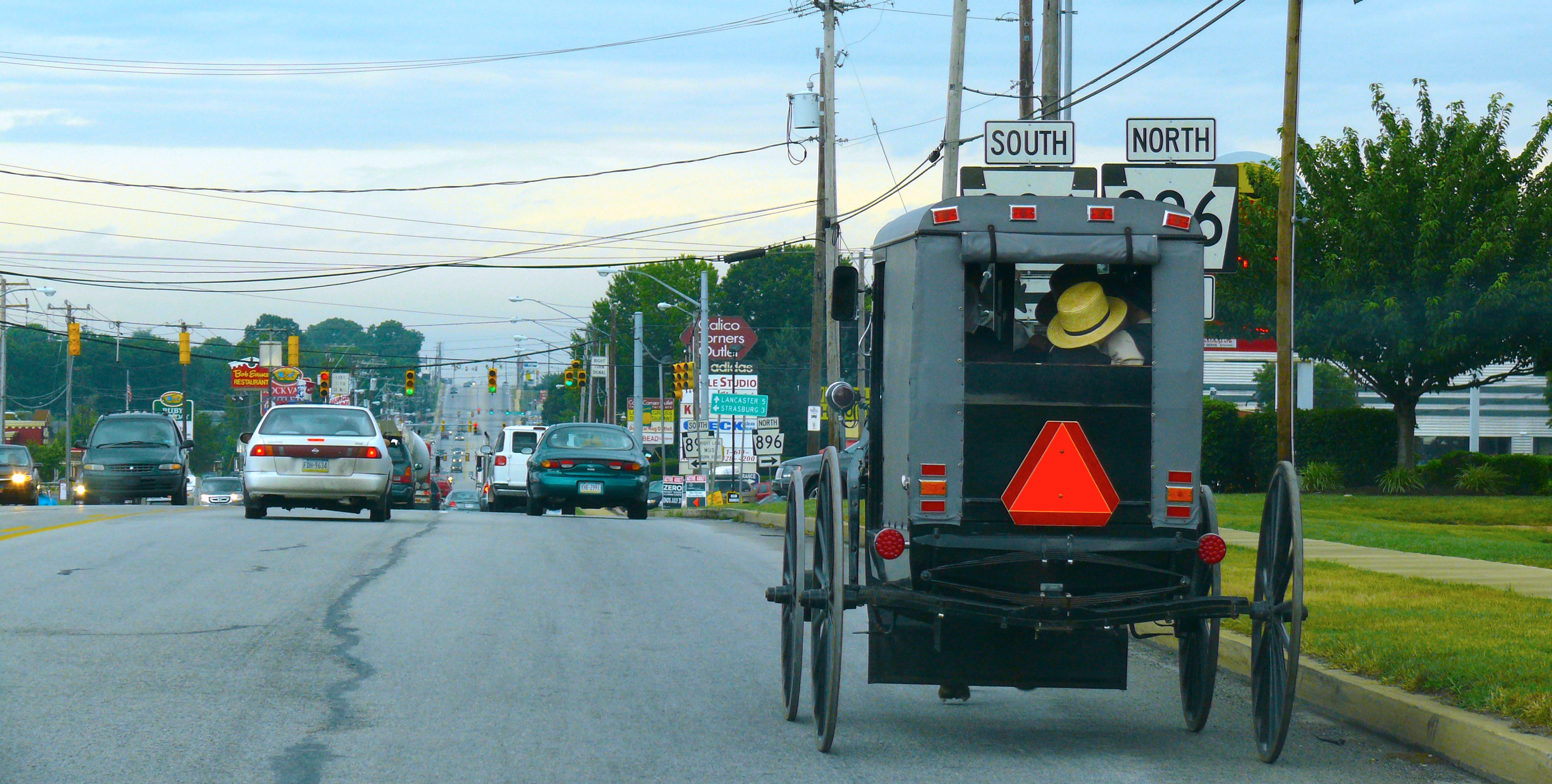
Amish lovaskocsi egy pennsylvaniai úton

Egymás közt a legtöbb „régimódi” (Old Order) amish a német nyelv egy régies dialektusát, a pennsylvaniai németet beszéli (saját kifejezésükkel Deitsch). Általában azonban mindenki tökéletesen beszéli az angolt és az irodalmi németet is.
A vallási tanításban alig különböznek a mennonitáktól.

## Történelmi háttér

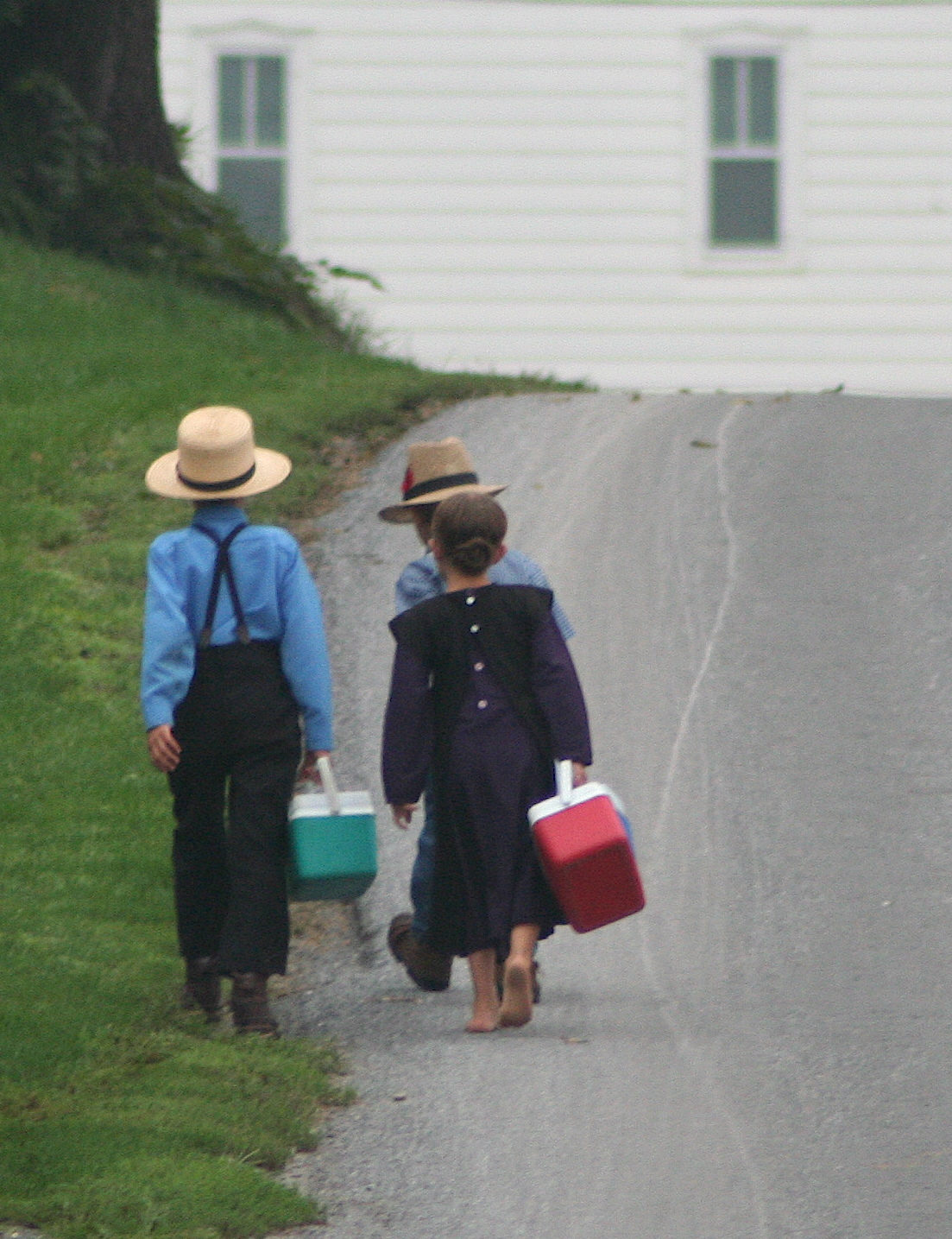
Amish iskolásgyerekek

Az amishok a 17. században még a Rajna folyó svájci szakaszának partján éltek. 1693-ban szakadtak el az anabaptistáktól, ezen belül a svájci mennonitáktól.
Az anabaptista Svájci Testvérek nevű gyülekezetet Felix Manz (kb. 1498–1527) és Conrad Grebel (kb. 1498-1526) alapította. Maga az anabaptista eredetileg gúnynév volt („kétszer keresztelt”), mivel a gyermekek keresztségét nem ismerték el, így felnőttkorban újra kereszteltek. Menno Simons (1496–1561) holland katolikus pap volt, aki az anabaptista hitre tért át és újra megkeresztelkedett 1536-ban, miután lemondott katolikus hitéről és papi tisztségéről. Ezután a németalföldi anabaptista gyülekezetek egyik vezetője lett, de hatása elért egész Svájcig.
A mennonitáktól való elszakadás mögött Jakob Amman állt, aki szerint a mennoniták eltávolodtak Simons eredeti gondolataitól és túlságosan világi életet kezdtek élni. Az amish elnevezés Amman nevéből ered. A két vallási csoport a szakítás óta külön él, bár kapcsolatban vannak egymással. Mivel az amish közösség a mennoniták megoszlásaként keletkezett, néhányan a mennoniták konzervatív csoportjának és nem önálló irányzatnak tartják őket. A 18. századtól mindkét közösség – főleg az amishoké – az üldözések miatt lényegében kivándorolt az amerikai kontinensre.
Az amerikaiak kezdetben az amishokat radikálisoknak tekintették. Amerikában német származásuk és a 20. századi világháborúk alatt a pacifizmusuk miatt néha gyanakvással tekintettek rájuk. 
Kívülálló egyesek számára az 1960-as években alternatív életmódot jelentettek. Az 1970-es évek energiaválsága és zűrzavara idején még a külföldiek is lenyűgözőnek találták életformájukat. Az elmúlt évtizedekben sok amerikai nosztalgikusan látott bennük egy olyan népet, amely olyasmihez ragaszkodik, amit a nemzet elveszített és most hiányzik.

## Csoportjaik
Az amishok több ágra oszlanak. Amikor az emberek az amishokról beszélnek, többnyire mindig a "régimódi amishokra" (Old Order Amish) gondolnak. De a 19. század második felétől az amishok különböző alcsoportokra szakadtak, amelyeknek a "régimódi amishok" csak egy részét teszik ki. Sok más alcsoport idővel elvesztette az amish-jellemzőit, és beolvadt az amerikai társadalomba. A "régimódi amishok" (Old Order Amish) mellett a Kauffman amish-mennoniták, a „partvidéki amishok” (Beachy Amish) és az „újmódi amishok” (New Order Amish) őrizték meg a régi hagyományuk részeit.
- A „régimódi amishok” (Old Order Amish) csak lovakat használnak a föld megművelésére és lovaskocsit a közlekedésre. Öltözetük jellemzően egyszerű, 18. századi öltözék. Elektromos áramot és telefont nem használnak. A közösség tagjai nem vonulnak be a hadseregbe, nem veszik igénybe a szociális juttatásokat, nem fogadnak el semmilyen formában anyagi segítséget az államtól és nem kötnek semmilyen biztosítást. A régimódi amishok ma több mint negyven további alcsoportra oszlanak, amelyek közül néhány jelentősen eltér egymástól.
- A „partvidéki amishok” (Beachy Amish) bár megtartották az "amish" nevet, meglehetősen különböznek a régimódi amishoktól: nem használnak lovat és néhány kivételtől eltekintve már nem beszélnek pennsylvaniai németül sem; a rádió és a televízió kivételével a technológia terén sincsenek korlátozások.

Azok a hagyományőrzők, akik még szigorúbban meg akarták őrizni a régi amish életmódot, elvonultak és saját gyülekezeteket alapítottak. Ma Midwest Beachy amish mennoniták vagy Old Beachy Amish néven ismerik őket.
- Az „újmódi amishok” (New Order Amish) szintén kevesebb megkötéssel élik életüket. Ők az 1960-as években szakadtak el a "régimódi amishoktól" (Old Order Amish). Főleg Pennsylvaniában és Ohio államban élnek. Az Old Order csoportokhoz hasonlóan ők is lovat és buggy-t (lovaskocsit) használnak, egyszerű ruhát viselnek, pennsylvaniai németül beszélnek és otthoni istentiszteletet gyakorolnak. Néhányuknak van autója, de más amishekhez hasonlóan a technológiai korlátozások közé tartozik az internet, a televízió és a rádió tiltása is.
- A Kauffman amish-mennoniták, angolul más néven Sleeping Preacher Churches vagy Tampico Amish Mennonite Churches tagjai főként Missouriban és Arkansasban élnek, illetve csekély szórványban más államokban is. 2014-ben 18 gyülekezetük, 714 háztartásuk és több mint 2000 megkeresztelt tagjuk volt.[8]

## Szokások és életmód
Az életük a Biblia tanításának szoros követésén alapul. Számukra a világi gondolkozástól való elszakadás és a világ útjainak figyelmen kívül hagyása világosan megfogalmazódik az Újszövetségben.
 „Ne szabjátok magatokat e világhoz, hanem változzatok el a ti elméteknek megújulása által.” (Róm 12,2) 
A bibliai értelmezésük alapján hoznak döntéseket az egészséggel, az oktatással, az egész életmóddal kapcsolatban. Az életmódjuk megértésének kulcsfogalmai: 
- a Hochmut (büszkeség, arrogancia, gőg) elutasítása,
- a Demut (alázat),
- a Gelassenheit (nyugalom, higgadtság) nagy értéke. A Gelassenheit talán jobban érthető az önreklámozás vagy az önérvényesítés iránti vonakodásként; egy magasabb tekintélynek való engedelmességként.[7]

Az amish élet „Jézus akaratának" való megfelelésben tükröződik, amely a csoportnormákon keresztül fejeződik ki, és ellentétben áll az individualizmussal, amely a "világi" életben és kultúrában központi szerepet játszik.

### Az „Ordnung”
Az életük közösségenként kissé eltér. Ami az egyik közösségben elfogadható, az nem biztos, hogy egy másikban is. 
Az Ordnung az amishok életére vonatkozó szabályok összessége. Mint a többi kifejezés, ez is német szó, amely rendet, szabályt stb. jelent. Mivel az amishoknak nincs központi egyházkormányzatuk vagy vezetőségük, így minden helyi közösség fenntart egy szabályrendszert, ragaszkodik a saját Ordnung-jához, amely körzetenként változhat, mivel minden közösség a saját irányelveit állapítja meg. A bibliai alapelveket a napi gyakorlatban az Ordnung-on keresztül alkalmazzák. Gyakran íratlan előírásokból áll, amelyeket a gyakorlat és a szájhagyomány ad át. A szabályozás a világtól való elszakadás bibliai elvét alkalmazza olyan kérdésekben, mint a ruházat, a tömegtájékoztatási eszközök használata, a technológia és a szabadidős tevékenységek. A szabályozás egyaránt tiltja és előírja a megfelelő magatartást.

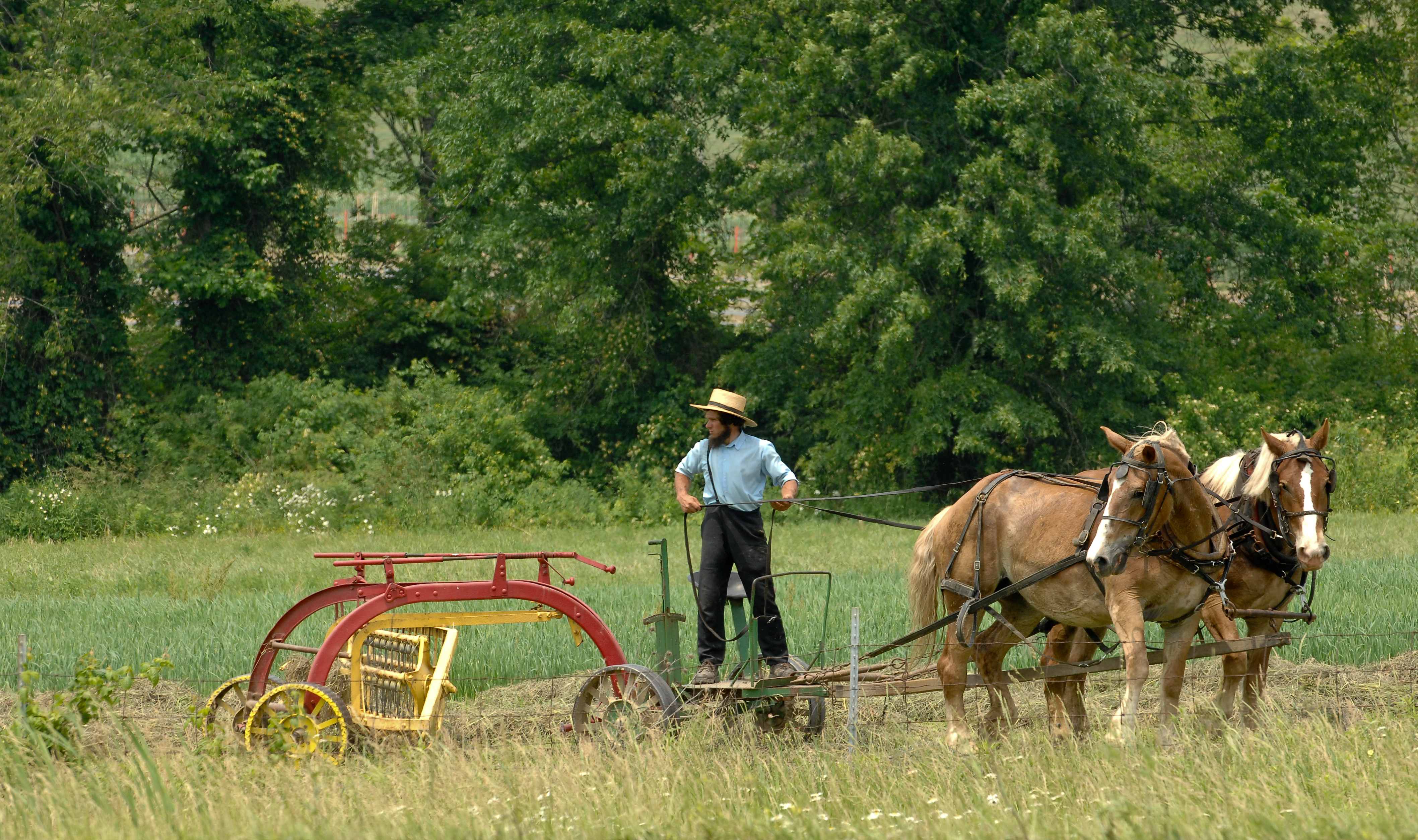
Egy amish dolgozik a földön Ohio államban

### Egyszerűség és a modern technika elutasítása
Egyik legfeltűnőbb vonásuk a modern társadalomtól és a világtól való elkülönülés. A régimódi amishok (Old Order Amish) nagyon egyszerű életet élnek, mert hitük szerint a modern életvitel és technika káros az emberre, túl büszkévé teszi őt. Úgy gondolják, hogy a technika fejlődése túlnőtt az emberen, ők inkább az egyszerű és tiszta életvitelt folytatják.
A régimódi amishok kerülik a személyes otthoni telefonokat (mobil vagy vezetékes), de alkalmanként közösségi (pl. fülkés) telefont használnak. Az autókat is mellőzik. Ehelyett biciklivel és lovaskocsival közlekednek, bár sokan, alkalmanként és vészhelyzetben mások által üzemeltetett autókon és buszon, vonaton utaznak.
Az elektromos eszközöket általában kerülniük kell, mivel ez egy elsődleges kapcsolat a világgal, amely kísértésekhez és káros befolyású világi élethez vezethet. E tilalom alól esetenként vannak kivételek, pl. amikor létfontosságú berendezések nem működnek elektromos áram nélkül.
Az újmódi amishok (New Order Amish) viszont engedélyezik az elektromos áram használatát, az autók és telefonok birtoklását is.

### Misszió
Az Old Order és más konzervatív amish csoportok általában nem térítenek, ezért az amish hitre térés elég ritka, bár nem lehetetlen  (alkalmi áttérés a radikális környezetvédők vagy az önkéntes egyszerűséget követők körében előfordul).
A „partvidéki amishok” (Beachy Amish) viszont lényegesnek tartják a missziós munkát.

### Vallási gyakorlatok
A vallási gyakorlatok a hagyományos anabaptista keresztény gyakorlatot követik. Jobban törődnek a hitük gyakorlásával, mint formális teológiai tanok tanításával.
Az Old Order amishok általában minden második vasárnap istentiszteletet tartanak magánházakban. Az Old Order amishoknak templomi épületeik nincsenek, ahogy oltáraik, gyertyáik, szószékeik sem. 
Az istentisztelet a prédikátor vagy a körzet amish vezetőjének rövid prédikációjával kezdődik, amelyet a Szentírás olvasása és ima követ, majd egy újabb, hosszabb prédikáció. Az istentiszteletet hangszeres kíséret és énekek színesítik. Az Ausbund himnuszai, amelyek közül sokat a 16. században bebörtönzött anabaptisták írtak, szintén formálják az amish hitet. Ez a himnuszkönyv, amely nem tartalmaz kottajeleket, az istentiszteletek során használt elsődleges énekeskönyv.
Minden ősszel és tavasszal úrvacsorai istentiszteletet tartanak. A tagok megvallják bűneiket, és megerősítik fogadalmukat, hogy megtartják az Ordnungot. A nyolcórás istentisztelet része az igehirdetés, az istentisztelet alatti könnyű étkezés, valamint Krisztus halálának megemlékezése a kenyérrel és borral. A tagok megmossák egymás lábát, miközben a gyülekezet énekel. Az istentisztelet végén a tagok alamizsnát adnak a diakónusnak. Ez az egyetlen alkalom, amikor felajánlásokat gyűjtenek.
Jézus tanításait próbálják követni a mindennapi életükben azáltal, hogy szeretik ellenségeiket és megbocsátják a sértéseket. A megbocsátás gyakorlását hangsúlyozzák. Például egy olyan esetben, amikor egy autó világi sofőrje balesetet okoz úgy, hogy annak következtében amish emberek halnak meg, az áldozatok családtagjai megbocsátanak az elkövetőnek. Ilyen balesetkor gyakran világi ügyvédek keresik meg az amish családot és perek indítására bátorítják őket; de ők elutasítják ezeket a perindítványokat, mivel ellentétesek keresztény vallási meggyőződésükkel.
Hangsúlyozzák a kölcsönös segítségnyújtás bibliai tanítását, és arra buzdítják a gyülekezet tagjait, hogy segítsék egymást nehézségek vagy katasztrófák idején. Így nem hajlandók részt venni a társadalombiztosításban és a kereskedelmi biztosításban sem, mert az szerintük aláássa az Istenbe vetett hitüket és az egyházi közösségtől való függőségüket.
Az erőszakmentességet támogatják és elleneznek mindenféle katonai szolgálatot.
A Bibliát megbízható útmutatónak tartják az élethez. A társadalom többi részétől való elszakadás azon alapul, hogy „ti pedig választott nemzetség, királyi papság, szent nemzet, Isten népe vagytok” (1Péter 2:9), ne „e világhoz igazodva” éljetek (Róma 12:2), kerülve „a világ vagy a világban lévő dolgok szeretetét” (1János 2:15) mert „a világ barátsága ellenségeskedés az Istennel” (Jakab 4:4).

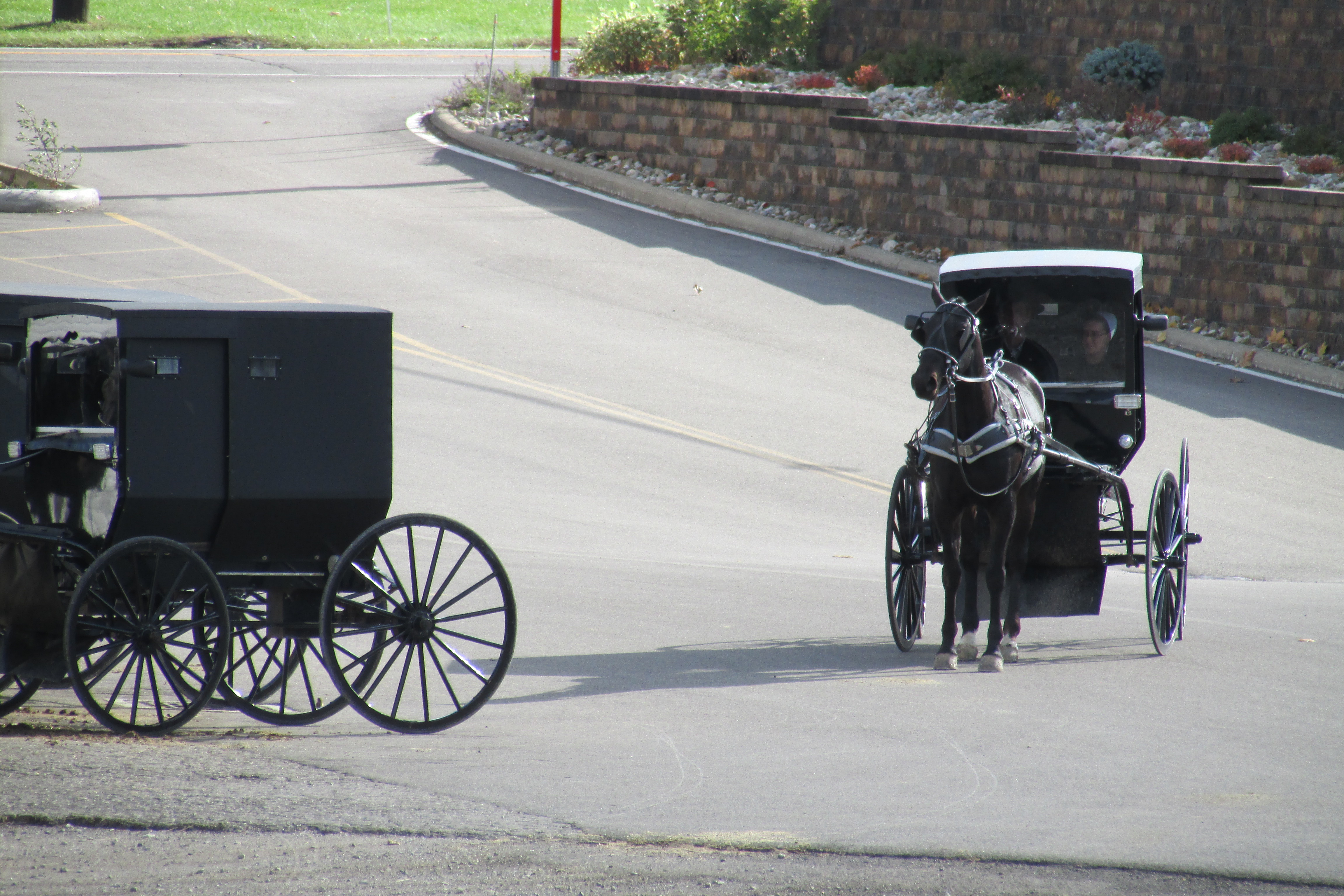
Amish lovaskocsik Ohioban

Elfogadják és megerősítik a Dordrechti Hitvallomás tizennyolc hittételét, amelyet a holland mennonita vezetők 1632-ben fogadtak el. Ez a hitvallomás hangsúlyozza a Jézus Krisztus általi üdvösségbe vetett hitet, a keresztséget, az erőszakmentességet, a bűnbánatot, az úrvacsorai lábmosást, az eskütétel és a bosszú elkerülését, a halottak feltámadását és az utolsó ítéletet.

### Szokások
A férfiak szakállat növesztenek házasságkötésük után, ez szimbolizálja a férfiasságot és a családi állapotot; de tilos bajuszt viselniük. A bajuszt a katonasághoz kötik, amit pacifista hitük miatt határozottan elleneznek.
A nők soha nem vágják le a hajukat, amelyet kontyban hordnak, és semmiféle ékszert nem viselnek. Házasságkötésnél a menyasszony nem visel sminket és nem kap eljegyzési vagy jegygyűrűt, mert az előírás tiltja a személyes ékszereket.
A tisztálkodás napja a szombat, más napokon nem fürdenek, csak mosakodnak.[forrás?] Zuhanyt nem használnak.

### Öltözködés
Mivel a kultúrájukban fontos az alázat és az egyszerűség  az amish öltözet gyakran régimódiságával tűnik ki. Fontos, hogy a ruházat ne hívja fel a figyelmet a viselőjére a szabással, a színével vagy bármilyen más tulajdonsággal. Például a sárga nem tartozik a viselhető színek közé. Egyes közösségek ruhája gyakran saját készítésű.
A férfiak amish-stílusú kalapot és mellényt viselnek. A nyári viselet a szalmakalap, télen a fekete kalap az általános, és a ruhák melegebbek, jobban béleltek. A férfiak hosszú sötét színű nadrágot, nadrágtartót és zakót viselnek. A ruhákon gombokat csak a férfiak viselhetnek, a nők nem, az ő ruháikon kapcsokat használnak.
A nőknek fejfedőt és általában háromrészes ruhát kell viselniük, amely köpenyt és kötényt tartalmaz. A nők mindig, még kemény télen is szoknyát viselnek, a szoknya alatt néha ugyan lehet hosszú nadrágot is látni.
Ellentétben a tágabb amerikai kultúrával, ahol az öltözködést gyakran a személyes preferenciák kifejezésére használják, az amishok körében az öltözködés a kollektív rendnek való alávetettséget jelez, és a csoportidentitás nyilvános szimbólumaként szolgál.

### A gyerekek

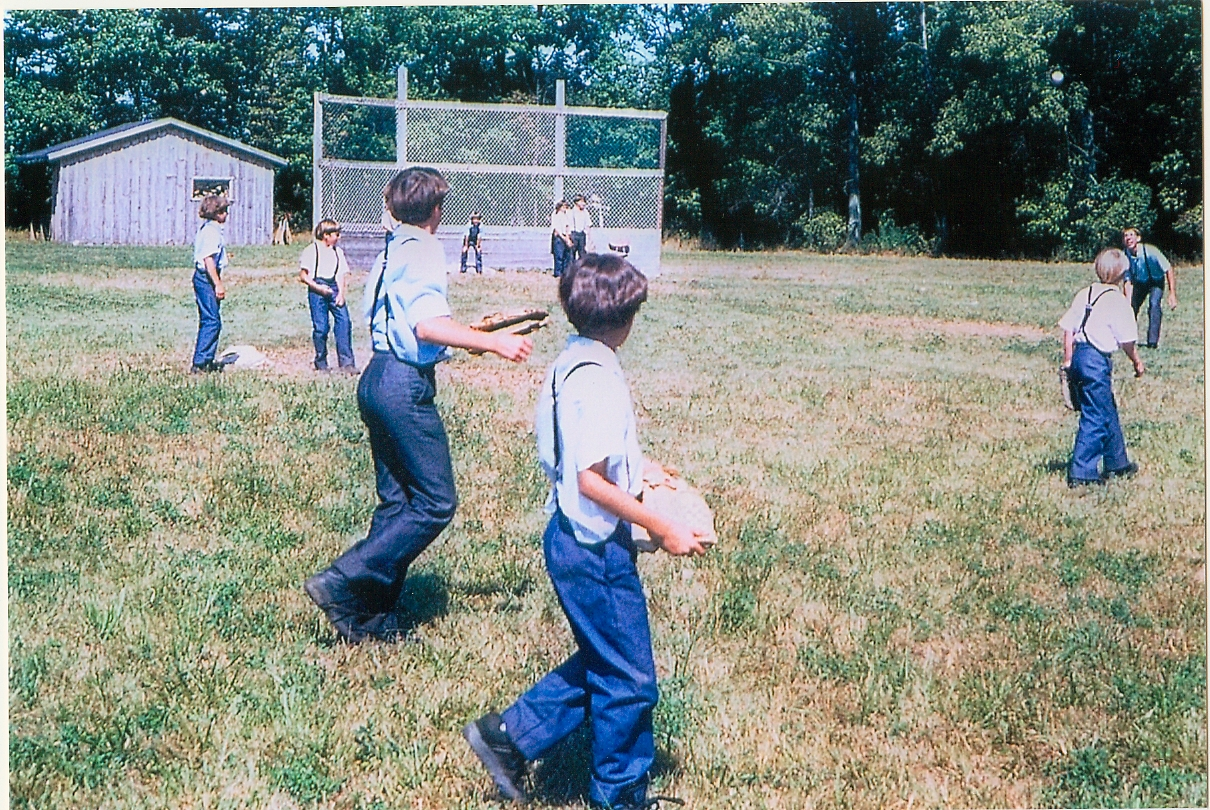
Amish fiúk baseball-t játszanak

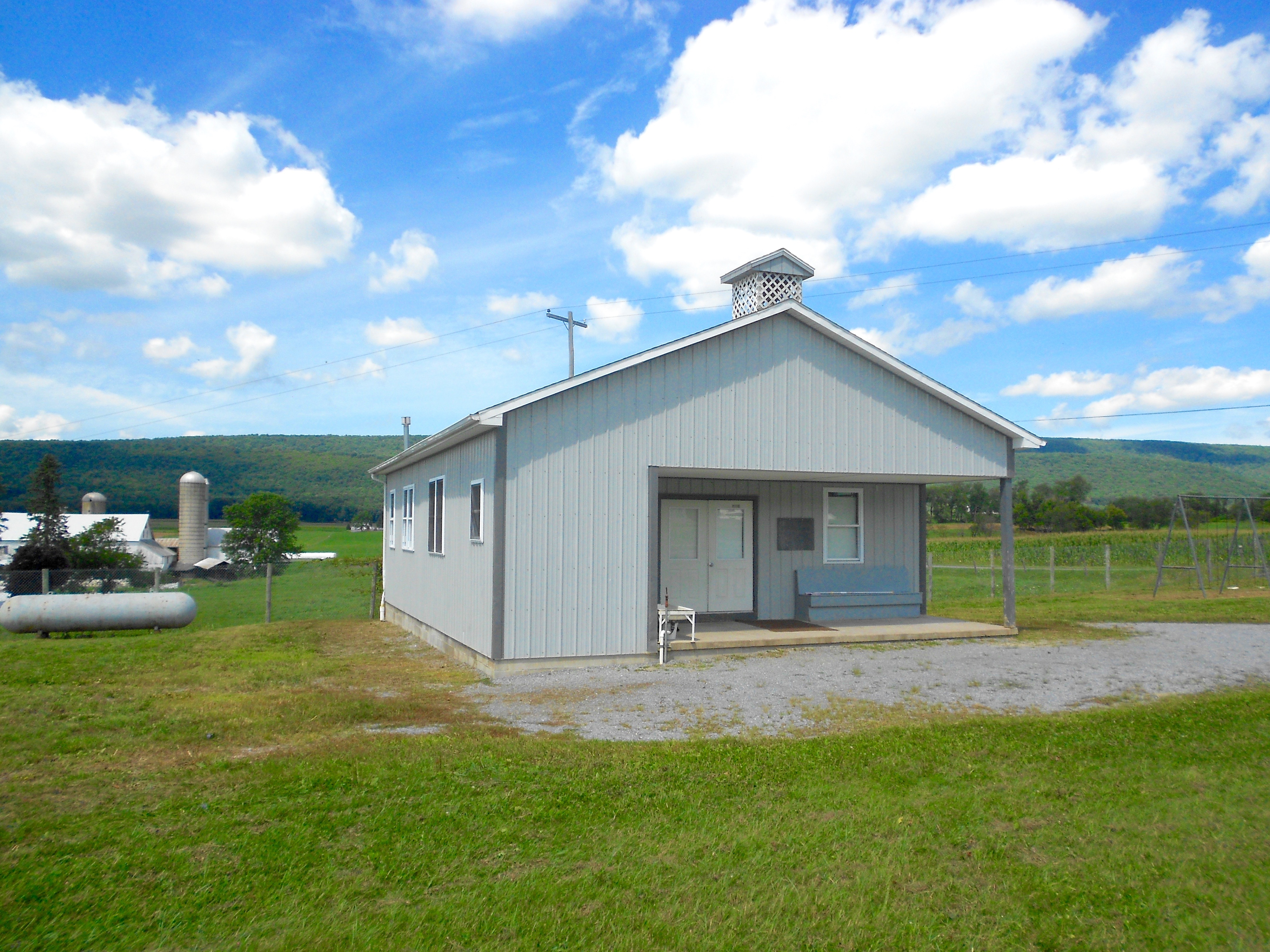
Amish iskola Pennsylvániában

A gyerekek formális oktatása a nyolcadik osztály után ér véget, ezt követően felkészítik a felnőtt feladatokra. A fiúk dolgoznak az apával a földeken, az istállóban és az épületek körül; a lányok otthon és a kertben, az anya mellett dolgoznak. Szinte egyetlen gyerek sem jár középiskolába, még kevésbé egyetemre.
Sok közösségben az amishok saját iskolákat működtetnek, amelyek jellemzően egytermes iskolaházak a saját közösségükből való tanárokkal. Indiana államban viszont a legtöbb amish gyerek a nyolcadik osztályig állami iskolába jár.

### Rumspringa
A fiatalok 18 éves korukban szabadon elmehetnek a világi életet megismerni, kipróbálni. Ez az ún. rumspringa rítus. Ekkor vehetnek autót és élhetnek a külső világ szokásai szerint. Pár év elteltével aztán eldönthetik, hogy visszatérnek-e az amish közösségbe, vagy folytatják saját életüket.
Fiataljaik többsége úgy dönt, hogy visszatér és felnőtt keresztség révén csatlakozik a hithez, ami arról tanúskodik, hogy a modern technikával és életmóddal szemben ebben a kultúrában vannak nagyon fontos értékek. (1992 és 2017 között az amishok száma az Egyesült Államokban 149%-kal nőtt, míg az Egyesült Államok egészének lakossága mindössze 23%-kal.)
Egyes közösségek minden kapcsolatot megszakítanak azokkal, akik a világi élet folytatását választják.

### Keresztség
Az amishok más anabaptistákhoz hasonlóan csak a felnőtt keresztséget ismerik el, pontosabban azokét, akik már érettek a vallás megértéséhez és elfogadásához. Nagy jelentőséget tulajdonítanak az önkéntes keresztségnek. Az amish fiatalok Isten és a gyülekezet előtt tett keresztelési fogadalma egy kötelező érvényű kötelezettségvállalás arra nézve, hogy életük hátralévő részében engedelmeskednek Istennek és az egyház tanításainak. A legtöbb fiatal 18 és 22 éves kor között keresztelkedik meg.
A keresztségre jelölteknek három kérdést tesznek fel:
1. Le tudsz-e mondani az Ördögről, a világról és a saját világi énedről?
2. Elkötelezted-e magad Krisztus és az Ő egyháza mellett, és tudsz-e abban élni és meghalni?
3. Elkötelezted-e magad a közösség rendjében (Ordnung), hogy az Úr Igéje szerint engedelmeskedj és segítesz-e abban?

A keresztség állandó fogadalom a vallás és az Ordnung (a szabályzat) követésére. Körülbelül öt-hat hónappal a keresztség ceremóniája előtt órákat tartanak a jelöltek oktatására, megtanítva nekik az elköteleződés következményeit. A keresztelés előtti szombaton kapnak utolsó esélyt a visszavonulásra. Hangsúlyozzák a „keskeny ösvény”  járásának nehézségét, és a jelentkezőknek azt az utasítást adják, hogy jobb nem megkeresztelkedni, mint később visszalépni.
A tagságot komolyan veszik. Azok, akik megkeresztelkednek, majd később kilépnek a gyülekezetből, nagy valószínűséggel elkerülik korábbi gyülekezetük és családjuk tagjai. Azok, akik úgy döntenek, hogy nem csatlakoznak, sok közösségben továbbra is kommunikálhatnak barátaikkal és családjukkal.
Ha valaki megkeresztelkedett a közösségben, akkor csak a hitben, közösségen belül köthet házasságot.

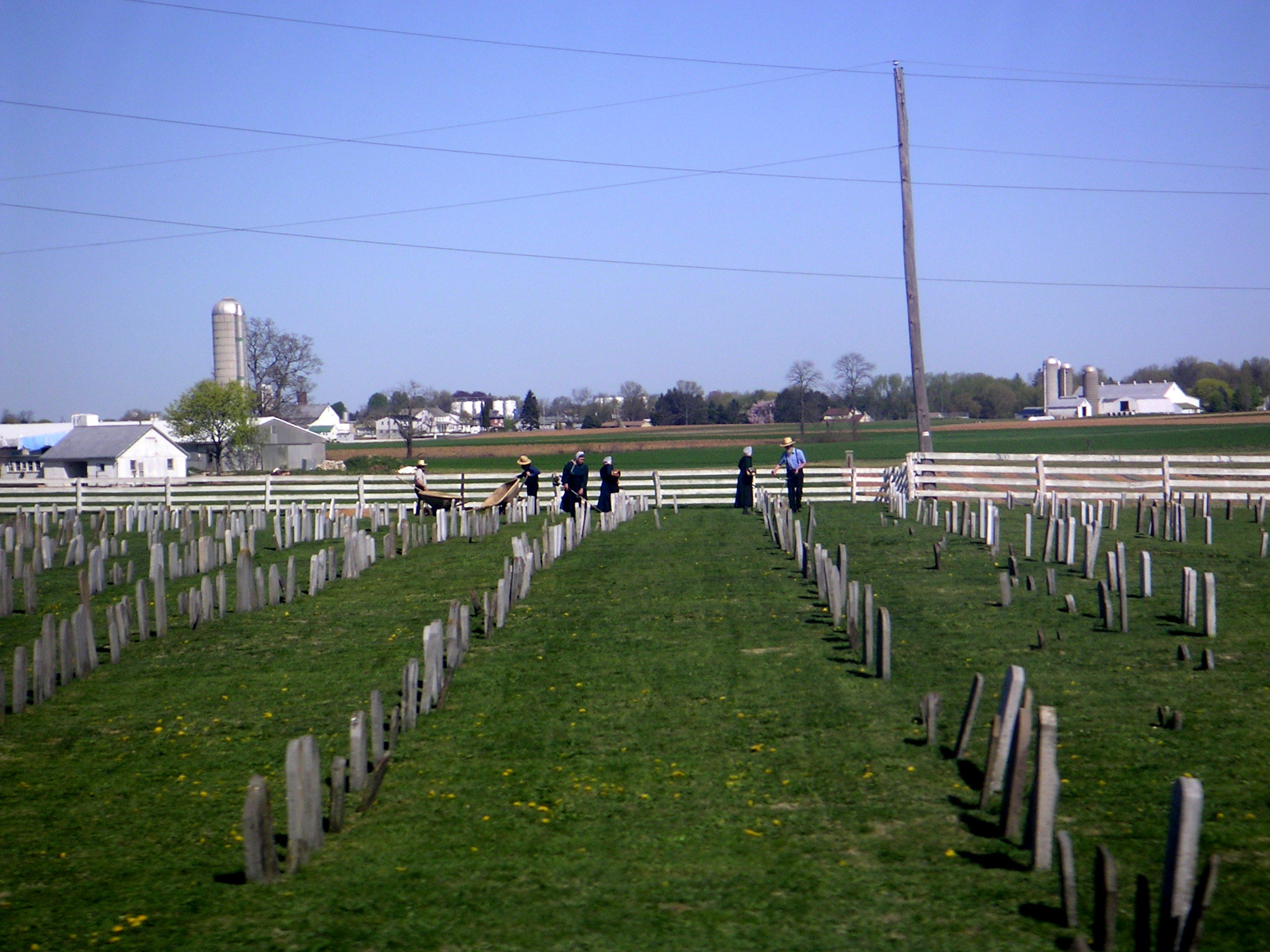
Amish temető egyszerű fejkövekkel

### Foglalkozás
Az 1960-as évekig a legtöbb amish, függetlenül attól, hogy melyik államban élt, családi gazdaságokban élt és dolgozott. Ezek a gazdaságok kicsi, változatos gazdaságok voltak, tehénnel, csirkével. Bár sokan folytatják ezt a hagyományt, az amish gazdaságok specializálódtak, tehenészetre vagy állattartásra. A szakosodott gazdaságok általában jobban gépesítettek, de még mindig kevésbé, mint az amerikai, nem amish gazdaságok. A hagyományosabb életmódot folytató gazdálkodók továbbra is kézzel fejnek, majd a tejet a tej- vagy sajtüzemekbe szállítják.
Egyes közösségekben egyre nagyobb tendencia mutatkozott a zöldségek, fűszernövények és virágokat előállító gazdaságok felé.
Bár a gazdálkodás továbbra is előkelő helyet foglal el az életükben, sok közösségben az amishok többsége elhagyta a mezőgazdaságot és az ekét. Egyes közösségekben a háztartások kevesebb mint 10 százaléka szerzi elsődleges jövedelmét a gazdálkodásból. A nem mezőgazdasági munkára való átállás a legnagyobb változás az amish társadalomban az elmúlt évszázadban. Mindazonáltal, annak ellenére, hogy egyre nagyobb szerepet vállalnak a kereskedelemben, az amishek továbbra is kifejezetten vidéki életmódot folytatnak. Sok család kombinálja a mezőgazdaságon kívüli munkát a hobbigazdálkodással.
Egyes amishok olyan vállalkozásat létesítettek, amelyek fatermékeket – háztartási és kerti bútorokat, pavilonokat, pázsitdíszeket – állítanak elő.
Mások a lakó- és kereskedelmi építkezés területén dolgoznak. Megint más amish férfiak vidéki területeken vagy kisvárosokban található amerikai tulajdonú gyárakban dolgoznak. Indiana északi részén például sok amish szabadidőjárműveket összeszerelő üzemekben dolgozik.

### Szabadidő
Az amishok életében a kikapcsolódás gyakran a természettel kapcsolatos tevékenységekre összpontosít. A téli szánkózás, a korcsolyázás, a jégkorong, az úszás, a kempingezés, a horgászat és a vadászat kikapcsolódást nyújt a munka hétköznapjaiból. A softball, a saroklabda (corner ball) és a röplabda régóta kedvencek sok közösségben. A helyi réteken és erdős területeken kempingezés is népszerű egyes közösségekben.
Az utazás egyre inkább terjed a progresszívebb családok körében.
Néha több házaspár együtt utazik egy bérelt furgonban, hogy meglátogassa barátait és rokonait az államán kívüli közösségekben. Útközben meglátogathatnak történelmi helyszíneket vagy egy nemzeti parkot. Az amishok csoportjai egyre gyakrabban bérelnek buszt egy történelmi faluba, állatkertbe vagy természeti helyszínre. A családi összejövetelek és a piknikek népszerű szabadidős tevékenységek.
A férfiak néha több napra bérelnek egy vadászházat, vagy bérelnek egy csónakot, hogy a folyók vagy a Nagy-tavak egyikén horgászhassanak, attól függően, hogy hol élnek. Az íjászat bizonyos területeken népszerű. A madarászást kedvelő felnőttek időnként országszerte utaznak a népszerű vándorhelyekre.

### Külvilág
Az amishok mindaddig együttműködnek a kormánnyal, amíg az nem sérti vallási meggyőződésüket. Általában azonban nem perelnek és nem fordulnak bírósághoz a konfliktusok megoldása érdekében.
Zömében nem fogadják el a társadalombiztosítást, és igyekeznek elkerülni az idősotthonok használatát.
Azon törekvésük, hogy a külvilágtól elkülönülve, saját maguk oldják meg gondjaikat, ahhoz vezetett, hogy a hivatalos közegek a lehető legkevesebb kapcsolatot tartanak fenn vezetőikkel is. Ezt a gyakorlatot mutatja jellemző módon az 1960-as években történt nyugdíjvita, amit az indított el, hogy az amishok önhatalmúlag és egyoldalúan felmondták az Egyesült Államok nyugdíjrendszerét, mivel hitük szerint nekik tiltott a nyugdíj. A kényszerítésükre irányuló próbálkozások mind csúfosan végződtek, mert a zálogként végrehajtott lovakért, tehenekért vagy más ingóságért kapott pénz fennmaradó részét – mondván, hogy az lopott – nem fogadták el. Végezetül az Egyesült Államok legfelső bírósága úgy döntött, hogy az amishok elkobzott tulajdonait vissza kell szolgáltatni, valamint jóváhagyta azt is, hogy a nyugdíjrendszerből kilépjenek.
Hivatalok képviselőivel az amish emberek csak vezetőjük jelenlétében tárgyalnak. Ezek a ritka esetek általában valamilyen bűncselekménnyel kapcsolatos tanúvallomások.

## Létszámuk

### Amerikai Egyesült Államok
Az Egyesült Államok ad otthont az amishok túlnyomó többségének (98%). 2022-ben az Egyesült Államok 32 államában voltak jelen az Old Order (régimódi) közösségek. Az Egyesült Államok teljes amish népessége 2022 júniusában több mint 367 ezer fő volt. Kétharmaduk Pennsylvaniában, Ohióban és Indianában él.

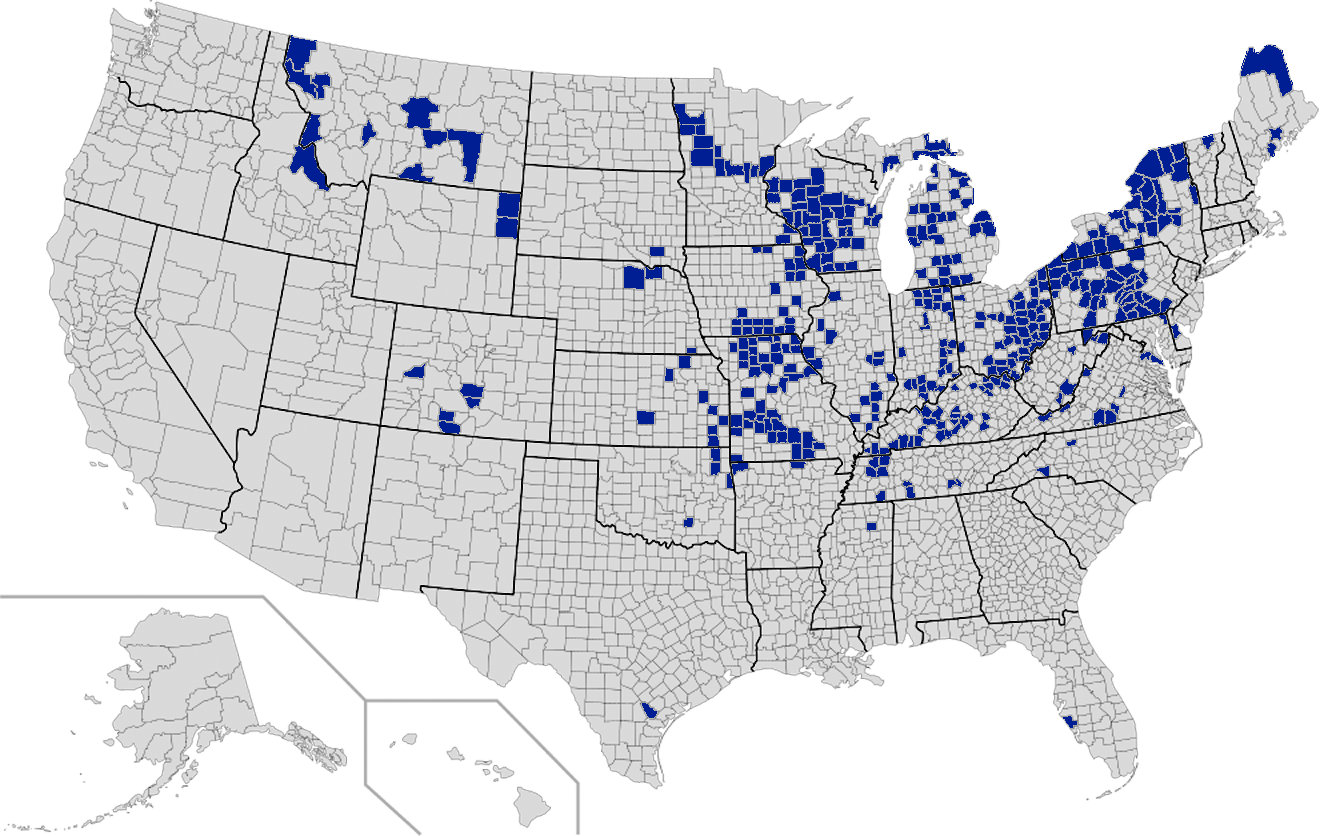
USA-megyék amish jelenléttel

| Amerikai állam   | 1992    | 2000    | 2010    | 2020    | 2022    |
| ---------------- | ------- | ------- | ------- | ------- | ------- |
| Pennsylvania     | 32 710  | 44 620  | 59 350  | 81 500  | 86 965  |
| Ohio             | 34 830  | 48 545  | 58 590  | 78 280  | 81 730  |
| Indiana          | 23 400  | 32 840  | 43 710  | 59 305  | 62 800  |
| Wisconsin        | 6785    | 9390    | 15 360  | 22 235  | 24 105  |
| New York         | 4050    | 4505    | 12 015  | 21 230  | 22 550  |
| Michigan         | 5150    | 8495    | 11 350  | 16 525  | 17 920  |
| Missouri         | 3745    | 5480    | 9475    | 14 520  | 15 520  |
| Kentucky         | 2625    | 4850    | 7750    | 13 595  | 14 835  |
| Iowa             | 3525    | 4445    | 7190    | 9780    | 10 205  |
| Összes USA-állam | 125 850 | 174 810 | 244 770 | 344 670 | 367 295 |

### Kanada
Négy kanadai tartományban találhatók kisebb létszámú amish közösségek: Ontario, Prince Edward-sziget, Manitoba és Új-Brunswick. A túlnyomó többségük Ontario tartományban él, mintegy 6000 fő.
| Kanada               | 1992 | 2010 | 2020 | 2022 |
| -------------------- | ---- | ---- | ---- | ---- |
| Egész Kanada         | 2295 | 4725 | 5995 | 6325 |
| Ontario              | 2295 | 4725 | 5605 | 5895 |
| Prince Edward-sziget | 0    | 0    | 250  | 260  |
| Új-Brunswick         | 0    | 0    | 70   | 90   |
| Manitoba             | 0    | 0    | 70   | 80   |

### Latin-Amerika
A 2020-as évek elején két amish közösség található a latin-amerikai államokban: Argentínában és Bolíviában. 2022-ben az össznépességük itt csak 225 fő volt, egy-egy közösséggel mindkét országban.
Korábban volt próbálkozásuk Mexikóban, Új-Leónban, de ez rövid életű volt: 1923-tól 1929-ig. 1968 és 1978 között Hondurasban próbálkoztak megtelepedni, de ez se lett tartós.
| Ország    | 2010 | 2020 | 2022 |
| --------- | ---- | ---- | ---- |
| Bolívia   | 0    | 160  | 175  |
| Argentína | 0    | 50   | 50   |

### Európa
Európában az amishok asszimilálódtak a mennonitákba, és el is hagyták az "amish" szót gyülekezeteik nevéből, mert elvesztették az amish identitásukat és kultúrájukat. Az utolsó európai amish gyülekezet 1937-ben csatlakozott a mennonitákhoz a németországi Pfalz régióban.

## Filmek és könyvek
Peter Weir rendező amish közösségről szóló 1985-ös filmjében (Witness) (magyar címe: A kis szemtanú) rendkívül hitelesen mutatja be az amishok életét.
Egyes filmek vagy a tömegmédia néha olyan képet festenek az amishokról, amely nagyon eltér a valóságtól. Az amishok erősen torz ábrázolásának legjobb példája a 2010-es években megjelent Amish Mafia című televíziós sorozat.

### Filmek
- A kis szemtanú (Witness), 1985
- Tökös tekés (Kingpin), 1996
- Szegény embert az amish húzza (For Richer or Poorer), 1997
- Sarah Cain megmentése (Saving Sarah Cain), 2007
- Amish Grace, 2010
- Idegen bárány / Kiközösítve (The Shunning), 2011
- Banshee (sorozat) 2013
- A Boszorkány (The VVitch: A New-England Folktale), 2015
- Rádtalál a szerelem Charmban (Love Finds You In Charm), 2015
- Rumspringa, 2022 [37]

### Könyvek
- Borsa Brown trilógia: 1. Gyalázat és hit 2018
- Tami Hoag: Sarah bűne, Maecenas, Bp., 1994, ISBN 963-7827-31-5
- William Kelley – Earl Wallace: A kis szemtanú, Unikornis, Bp., 1991, ISBN 963-7519-08-4
- Jodi Picoult: Egyszerű igazság
- Danielle Steel: Az idők végezetéig
- Linda Castillo: Néma eskü
- Linda Castillo: Könyörgés
- Linda Castillo: Megtört csend
- Linda Castillo: Az alagút
- Linda Castillo: Utolsó lélegzet
- Linda Castillo: A halál szava
- Linda Castillo: Vihar után (2015)